# Neuseeländische Cricket-Nationalmannschaft in Südafrika in der Saison 2015
Die Tour der neuseeländischen Cricket-Nationalmannschaft nach Südafrika in der Saison 2015 fand vom 14. bis zum 26. August 2015 statt. Die internationale Cricket-Tour war Bestandteil der Internationalen Cricket-Saison 2015 und umfasste drei ODIs und zwei Twenty20s. Südafrika gewann die ODI-Serie 2–1, während die Test-Serie 1–1 unentschieden endete.

## Vorgeschichte
Südafrika bestritt zuletzt eine Tour in Bangladesch, Neuseeland in Simbabwe. Das letzte Aufeinandertreffen der beiden Mannschaften bei einer Tour fand in der Saison 2014/15 in Neuseeland statt.

## Stadien
Die folgenden Stadien wurden für die Tour als Austragungsort vorgesehen und am 13. März 2015 festgelegt.
| Stadion                  | Stadt         | Kapazität | Spiele         |
| ------------------------ | ------------- | --------- | -------------- |
| SuperSport Park          | Centurion     | 22.000    | 1. ODI; 2. T20 |
| Sahara Stadium Kingsmead | Durban        | 25.000    | 3.ODI; 1. T20  |
| Senwes Park              | Potchefstroom | 18.000    | 2. ODI         |

## Kaderlisten
Neuseeland benannte seinen Kader am 9. Juli 2015.
Südafrika benannte seine Kader am 4. August 2015.
| ODI | ODI | Twenty20 | Twenty20 |
| Südafrika | Neuseeland | Südafrika | Neuseeland |
| --- | --- | --- | --- |
| - AB de Villiers (K) - Kyle Abbott - Hashim Amla - Farhaan Behardien - Faf du Plessis - David Miller - Aaron Phangiso - Vernon Philander - Kagiso Rabada - Rilee Rossouw - Dale Steyn - Imran Tahir - Morne van Wyk (wk) - David Wiese - Dean Elgar | - Kane Williamson (K) - Doug Bracewell - Grant Elliott - Martin Guptill - Matt Henry - Tom Latham - Mitchell McClenaghan - Nathan McCullum - Adam Milne - Colin Munro - James Neesham - Luke Ronchi (wk) - Mitchell Santner - Ross Taylor - Ben Wheeler | - AB de Villiers (K) - Kyle Abbott - Hashim Amla - Farhaan Behardien - Faf du Plessis - JP Duminy - Eddie Leie - David Miller - Morne Morkel - Aaron Phangiso - Kagiso Rabada - Rilee Rossouw - Morne van Wyk (wk) - David Wiese | - Kane Williamson (K) - Doug Bracewell - Grant Elliott - Martin Guptill - Matt Henry - Tom Latham - Mitchell McClenaghan - Nathan McCullum - Adam Milne - Colin Munro - James Neesham - Luke Ronchi (wk) - Mitchell Santner - Ross Taylor - Ben Wheeler |

## Tour Match
| 27. Juli Scorecard | Pretoria | New Zealanders 201-4 (20)          | – | North West 128-5 (20) |
|                    |          | New Zealanders gewinnt mit 73 Runs |   |                       |

| 27. Juli Scorecard | Pretoria | New Zealanders 267 (34.5/35)        | – | North West 153 (20.3/35) |
|                    |          | New Zealanders gewinnt mit 114 Runs |   |                          |

## Twenty20 Internationals

### Erstes Twenty20 in Durban
| 14. August Scorecard | Durban | Neuseeland 151-8 (20)           | – | Südafrika 152-4 (17.5) |
|                      |        | Südafrika gewinnt mit 6 Wickets |   |                        |

### Zweites Twenty20 in Centurion
| 16. August Scorecard | Centurion | Neuseeland 177-7 (20)          | – | Südafrika 145-8 (20) |
|                      |           | Neuseeland gewinnt mit 32 Runs |   |                      |

## One-Day Internationals

### Erstes ODI in Centurion
| 19. August Scorecard | Centurion | Südafrika 304-7 (50)          | – | Neuseeland 284 (48.1) |
|                      |           | Südafrika gewinnt mit 20 Runs |   |                       |

### Zweites ODI in Potchefstroom
| 23. August Scorecard | Potchefstroom | Südafrika 204 (49.3)             | – | Neuseeland 207-2 (44.3) |
|                      |               | Neuseeland gewinnt mit 8 Wickets |   |                         |

### Drittes ODI in Durban
| 26. August Scorecard | Durban | Südafrika 283-7 (50)          | – | Neuseeland 221 (49.2) |
|                      |        | Südafrika gewinnt mit 62 Runs |   |                       |

## Statistiken
Die folgenden Cricketstatistiken wurden bei dieser Tour erzielt.
| ODIs              | ODIs       | ODIs    | ODIs    | ODIs    | ODIs    | ODIs    | ODIs    | ODIs    |
| Batting           | Batting    | Batting | Batting | Batting | Batting | Batting | Batting | Batting |
| Spieler           | Mannschaft | Spiele  | Innings | Runs    | Average | HS      | 100s    | 50s     |
| ----------------- | ---------- | ------- | ------- | ------- | ------- | ------- | ------- | ------- |
| Tom Latham        | Neuseeland | 3       | 3       | 178     | 59,33   | 64      | 0       | 3       |
| Hashim Amla       | Südafrika  | 3       | 3       | 176     | 58,66   | 124     | 1       | 0       |
| Martin Guptill    | Neuseeland | 3       | 3       | 138     | 69,00   | 103*    | 1       | 0       |
| Rilee Rossouw     | Südafrika  | 3       | 3       | 134     | 44,66   | 89      | 0       | 1       |
| Farhaan Behardien | Südafrika  | 3       | 3       | 125     | 41,66   | 70      | 0       | 1       |
| Bowling           |            |         |         |         |         |         |         |         |
| Spieler           | Mannschaft | Spiele  | Overs   | Wickets | Average | BBI     | 5W      | 10W     |
| Imran Tahir       | Südafrika  | 3       | 30      | 5       | 23,60   | 2/36    | 0       | 0       |
| Adam Milne        | Neuseeland | 3       | 30      | 5       | 26,80   | 2/39    | 0       | 0       |
| David Wiese       | Südafrika  | 3       | 20      | 5       | 28,80   | 3/58    | 0       | 0       |
| Doug Bracewell    | Neuseeland | 2       | 20      | 4       | 21,25   | 3/31    | 0       | 0       |
| Kagiso Rabada     | Südafrika  | 2       | 19.1    | 3       | 27,33   | 2/33    | 0       | 0       |
| Grant Elliott     | Neuseeland | 3       | 21      | 3       | 29,66   | 2/41    | 0       | 0       |
| Ben Wheeler       | Neuseeland | 2       | 19.3    | 3       | 36,66   | 3/71    | 0       | 0       |
| Dale Steyn        | Südafrika  | 3       | 27      | 3       | 43,00   | 2/50    | 0       | 0       |

| Twenty20s            | Twenty20s  | Twenty20s | Twenty20s | Twenty20s | Twenty20s | Twenty20s | Twenty20s | Twenty20s |
| Batting              | Batting    | Batting   | Batting   | Batting   | Batting   | Batting   | Batting   | Batting   |
| Spieler              | Mannschaft | Spiele    | Innings   | Runs      | Average   | HS        | 100s      | 50s       |
| -------------------- | ---------- | --------- | --------- | --------- | --------- | --------- | --------- | --------- |
| Martin Guptill       | Neuseeland | 2         | 2         | 102       | 51,00     | 60        | 0         | 1         |
| Kane Williamson      | Neuseeland | 2         | 2         | 67        | 33,50     | 42        | 0         | 0         |
| Rilee Rossouw        | Südafrika  | 2         | 2         | 64        | 32,00     | 38        | 0         | 0         |
| Hashim Amla          | Südafrika  | 2         | 2         | 62        | 31,00     | 48        | 0         | 0         |
| AB de Villiers       | Südafrika  | 2         | 2         | 48        | 24,00     | 33        | 0         | 0         |
| Bowling              |            |           |           |           |           |           |           |           |
| Spieler              | Mannschaft | Spiele    | Overs     | Wickets   | Average   | BBI       | 5W        | 10W       |
| Kagiso Rabada        | Südafrika  | 2         | 8         | 5         | 11,80     | 3/30      | 0         | 0         |
| David Wiese          | Südafrika  | 2         | 8         | 3         | 16,66     | 2/24      | 0         | 0         |
| Mitchell McClenaghan | Neuseeland | 2         | 7         | 3         | 20,33     | 2/28      | 0         | 0         |
| Aaron Phangiso       | Südafrika  | 2         | 8         | 3         | 23,00     | 2/29      | 0         | 0         |
| Ish Sodhi            | Neuseeland | 1         | 4         | 2         | 13,50     | 2/27      | 0         | 0         |
| Adam Milne           | Neuseeland | 2         | 7.5       | 2         | 25,00     | 1/23      | 0         | 0         |
| Nathan McCullum      | Neuseeland | 2         | 8         | 2         | 32,50     | 2/31      | 0         | 0         |

## Player of the Series
Als Player of the Series wurden die folgenden Spieler ausgezeichnet.
| Serie | Player of the Series |
| ----- | -------------------- |
| ODI   | Hashim Amla          |
| T20   | Martin Guptill       |

### Player of the Match
Als Player of the Match wurden die folgenden Spieler ausgezeichnet.
| Spiel  | Player of the Match |
| ------ | ------------------- |
| 1. T20 | Aaron Phangiso      |
| 2. T20 | Martin Guptill      |
| 1. ODI | Hashim Amla         |
| 2. ODI | Martin Guptill      |
| 3. ODI | AB de Villiers      |